# Barão de Grajaú
Pour les articles homonymes, voir Barão.
Barão de Grajaú est une municipalité brésilienne située dans l'État du Maranhão.